# 跳躍 (麥當娜歌曲)
《跳躍》（英語：Jump）是美國女歌手瑪丹娜在2006年10月發行的單曲，該單曲收錄於她的第十張錄音室專輯《娜‧語‧錄》（英語：Confessions on a Dance Floor）中，這首單曲在告示牌舞曲榜獲得冠軍，成為瑪丹娜第37首冠軍舞曲。

## 內容

### 歌曲簡介
〈跳躍〉是瑪丹娜的專輯《娜‧語‧錄》第四首推出的單曲，這張專輯中絕大多數的歌曲連同〈跳躍〉在內都是由瑪丹娜和英國當紅DJ新秀Stuart Price兩人攜手打造。音樂權威滾石雜誌（Rolling Stone）僅給了這張專輯三顆半星等的評分，以瑪丹娜昔日的錄音室專輯而言，這個評價並不算高，滾石雜誌解釋道，瑪丹娜以往涉及到舞池的經典舞曲都是將主題環繞在音樂上面，譬如〈每個人〉或〈風尚〉或是〈音樂聖堂〉，但這張標榜全部以舞曲為主的專輯中，多數歌曲都將焦點轉移開了，如〈對不起〉當中告訴大家我可以照顧好我自己，浩室曲風的〈跳躍〉則又再一次重申，一個人單打獨鬥我也能邁向目標。而多了這些寓意也使得它們少了純粹舞曲那份歡娛的味道，以滾石雜誌的評價看來，瑪丹娜這次的作品並未超越之前她自己的水準。

### 商業成績
〈跳躍〉的上一首單曲〈在一起〉並未打進美國單曲榜，雖然〈跳躍〉的音樂影片遠赴日本拍攝，表示瑪丹娜對這首單曲是有信心出擊的，但殊不知華納唱片是怎麼訂定發片週期的，〈在一起〉是在2006年6月6日發行單曲，但〈跳躍〉卻延宕至10月31日才推出，點播熱潮已經冷卻的事實直接造成了它進不了流行單曲榜的結果。
雖然〈跳躍〉無緣流行單曲榜，但它卻是這張專輯第四首獲得舞曲榜冠軍的單曲，2006年11月18日〈跳躍〉登上舞曲榜榜首同時蟬連兩週冠軍，成為瑪丹娜第37筆該榜冠軍的紀錄。
〈跳躍〉在英國單曲榜也進入了前十名，最高名次為第9名。
〈跳躍〉被2006年上映的電影《The Devil Wears Prada》（台譯：穿著Prada的惡魔）相中，和瑪丹娜另一首冠軍經典〈風尚〉雙雙成為該片的電影插曲，〈跳躍〉還被片商選為搭配電影預告片的廣告曲。不過在該片的電影原聲帶當中僅收錄了名氣較大的〈風尚〉，卻捨棄了新歌〈跳躍〉。